# Para-Leichtathletik-Europameisterschaften 2020
| Medaillenspiegel (Stand nach 157 Entscheidungen) | Medaillenspiegel (Stand nach 157 Entscheidungen) | Medaillenspiegel (Stand nach 157 Entscheidungen) | Medaillenspiegel (Stand nach 157 Entscheidungen) | Medaillenspiegel (Stand nach 157 Entscheidungen) | Medaillenspiegel (Stand nach 157 Entscheidungen) |
| Platz                                            | Land                                             | G                                                | S                                                | B                                                | TL                                               |
| ------------------------------------------------ | ------------------------------------------------ | ------------------------------------------------ | ------------------------------------------------ | ------------------------------------------------ | ------------------------------------------------ |
| 1                                                | Russland                                         | 31                                               | 25                                               | 18                                               | 74                                               |
| 2                                                | Ukraine                                          | 17                                               | 13                                               | 9                                                | 39                                               |
| 3                                                | Polen                                            | 15                                               | 20                                               | 14                                               | 49                                               |
| 4                                                | Großbritannien                                   | 14                                               | 9                                                | 14                                               | 37                                               |
| 5                                                | Frankreich                                       | 8                                                | 11                                               | 11                                               | 30                                               |
| 6                                                | Niederlande                                      | 8                                                | 11                                               | 4                                                | 23                                               |
| 7                                                | Schweiz                                          | 8                                                | 4                                                | 6                                                | 18                                               |
| 8                                                | Türkei                                           | 6                                                | 7                                                | 4                                                | 17                                               |
| 9                                                | Spanien                                          | 5                                                | 12                                               | 10                                               | 27                                               |
| 10                                               | Deutschland                                      | 5                                                | 5                                                | 6                                                | 16                                               |
| …                                                |                                                  |                                                  |                                                  |                                                  |                                                  |
| 21                                               | Österreich                                       | 2                                                | 0                                                | 1                                                | 3                                                |
| …                                                |                                                  |                                                  |                                                  |                                                  |                                                  |
| 32                                               | Luxemburg                                        | 0                                                | 0                                                | 1                                                | 1                                                |
| …                                                |                                                  |                                                  |                                                  |                                                  |                                                  |
| Vollständiger Medaillenspiegel                   |                                                  |                                                  |                                                  |                                                  |                                                  |

Die 7. Para-Leichtathletik-Europameisterschaften (englisch World Para Athletics European Championships) finden vom 1. bis zum 5. Juni 2021 im Zdzisław-Krzyszkowiak-Stadion der polnischen Stadt Bydgoszcz statt. 
Bydgoszcz war am 25. Juni 2019 als Austragungsort für die Para-EM bekannt gegeben worden. Ursprünglich sollten die Wettkämpfe vom 3. bis 7. Juni 2020 stattfinden, wurden aber am 26. März 2020 wegen der COVID-19-Pandemie verschoben und später auf den 1. bis 5. Juni 2021 gelegt.
Wegen der Hygienebestimmungen auf Grund der anhaltenden COVID-19-Pandemie waren keine Zuschauer im Stadion zugelassen.

## Teilnehmende Nationen
670 Athletinnen und Athleten aus 43 Nationen und dem Flüchtlingsteam hatten gemeldet. 
Seit ihrer Dopingsperre 2016 durften wieder russische Sportler und Sportlerinnen unter ihrer Landesflagge teilnehmen.
| - Armenien (3) - Aserbaidschan (6) - Belgien (8) - Bosnien und Herzegowina (1) - Bulgarien (8) - Dänemark (15) - Deutschland (15) - Estland (1) - Finnland (10) - Flüchtlingsteam (1) - Frankreich (40) | - Georgien (2) - Griechenland (31) - Großbritannien (43) - Irland (6) - Island (5) - Israel (2) - Italien (20) - Kroatien (15) - Lettland (5) - Litauen (16) - Luxemburg (1) | - Malta (1) - Moldau (5) - Montenegro (5) - Niederlande (17) - Norwegen (8) - Österreich (4) - Polen (74) - Portugal (19) - Rumänien (7) - Russland (80) - Schweden (6) | - Schweiz (12) - Serbien (14) - Slowakei (8) - Slowenien (1) - Spanien (43) - Tschechien (25) - Türkei (30) - Ukraine (31) - Ungarn (7) - Belarus (16) - Zypern (3) |